# 나루토 질풍전 극장판 2: 인연
나루토 질풍전 극장판 2: 인연(숙명의 재회)(劇場版 NARUTO -ナルト- 疾風伝 絆)은 나루토의 극장판 시리즈의 다섯번째 작품이다. 2008년 8월 2일 개봉하였다.

## 한국어 더빙 제작진
목소리 출연
- 이선주 - 나루토 役
- 김영선 - 사스케 役
- 여민정 - 사쿠라 役
- 송도영 - 츠나데 役
- 이자명 - 시즈네 役
- 손원일 - 카카시 役
- 신용우 - 네지 役
- 정명준 - 시카마루 役
- 정유미 - 히나타 役
- 서윤선 - 시노 役
- 박성태 - 사이 役
- 김영찬 - 쵸지 役
- 최준영 - 야마토 役
- 장광 - 지라이야 役
- 이정구 - 오로치마루 役
- 김장 - 카부토 役
- 윤여진 - 아마루 役
- 강구한 - 신노 役
- 김영찬 - 0미 役
- 강호철
- 김국진
- 김영은
- 선호제
- 소정환
- 정혜원

우리말 제작
- 번역: 정영인
- 타이틀C.G: 지혜천, 서지훈
- 종합편집: 이지혜
- 녹음, 믹싱: 박지혜(CIC미디어)
- 연출: 김이경
- 우리말 제작: 투니버스